# Edward Kitsis
Edward Lawrence Kitsis (4 februari 1971) is een Amerikaans schrijver en televisieproducent van onder andere Lost en Once Upon a Time.

## Carrière
Kitsis werd geboren op 4 februari 1971 als de zoon van Tybe en Arlen Kitsis uit Minneapolis.
Kitsis begon zijn studies op de Universiteit van Wisconsin, waar hij een bachelor haalde in 'Radio, Film en Televisie'. Hij leerde er ook Adam Horowitz kennen, en samen trokken ze naar Los Angeles om er te werken aan hun carrière. Ze kregen de kans om mee te werken aan scripts van Popular, en kregen de kans om mee te werken aan de hitserie Lost, waar ze al snel beide deel gingen uitmaken van het vaste schrijverscollectief. 
Tegenwoordig is hij de uitvoerend producent en bedenker van onder meer Once Upon a Time.
Hij is sinds 2003 getrouwd met Jennifer Susman.
- Bibliothèque nationale de France: cb16537435x (data)
- Gemeinsame Normdatei: 1013977955
- International Standard Name Identifier: 0000 0003 5592 8941
- Library of Congress Control Number: no2010171258
- Nationale Bibliotheek van Letland: 000153956
- Bibliotheek van het Japanse parlement: 01231267
- Nationale Bibliotheek van Tsjechië: xx0131712
- Nederlandse Thesaurus van Auteursnamen: 391356186
- Système universitaire de documentation: 153832541
- Virtual International Authority File: 174720130
- WorldCat: E39PBJptYkXjrcYTHbH8RDX68C